# Gabriel Landeskog
Gabriel Ingemar John Landeskog (* 23. listopadu 1992 Stockholm) je profesionální švédský hokejový útočník momentálně hrající v týmu Colorado Avalanche v severoamerické lize NHL. Od roku 2012 v Coloradu působí i jako kapitán mužstva. V roce 2022 získal s týmem Stanley Cup.

## Kariéra
Od října 2011 hraje za Colorado Avalanche v National Hockey League na pozici levého křídla. Jeho otec Tony byl také profesionálním hokejistou. Týmem Avalanche byl draftován jako 2. celkově před sezonou 2011/2012. Gabriel ve své 1. sezoně v NHL patřil k nejproduktivnějším hráčům svého týmu a vedl svůj tým v bilanci +/-. Byl také povolán do nováčkovské sestavy utkání hvězd 2012 a vyhrál Calder Trophy pro nejlepšího nováčka sezóny 2011/2012.
28. července 2021 podepsal novou osmiletou smlouvu s Coloradem.

## Úspěchy

### Individuální úspěchy
- OHL 1. All-Rookie Team - 2010
- NHL 1. All-Rookie Team - 2012
- Calder Trophy - 2012

### Kolektivní úspěchy
- Mistr J18 Allsvenskan - 2007-08

## Prvenství
- Debut v NHL – 8. října 2011 (Colorado Avalanche proti Detroit Red Wings)
- První gól v NHL – 12. října 2011 (Columbus Blue Jackets proti Colorado Avalanche, kanadskému brankáři Steve Mason)
- První asistence v NHL – 13. října 2011 (Ottawa Senators proti Colorado Avalanche)
- První hattrick v NHL – 16. listopadu 2017 (Colorado Avalanche proti Washington Capitals)

## Klubová statistika
| Sezóna      | Klub               | Soutěž      |     | Základní část | Základní část | Základní část | Základní část | Základní část |    | Play off | Play off | Play off | Play off | Play off |
| Sezóna      | Klub               | Soutěž      | Z   | G             | A             | B             | TM            | Z             | G  | A        | B        | TM       |          |          |
| 2007–08     | Djurgårdens IF     | J20         | 1   | 0             | 0             | 0             | 0             | –             | –  | –        | –        | –        |          |          |
| 2008–09     | Djurgårdens IF     | J20         | 31  | 7             | 14            | 21            | 63            | 6             | 1  | 0        | 1        | 8        |          |          |
| 2008–09     | Djurgårdens IF     | SEL         | 3   | 0             | 1             | 1             | 2             | –             | –  | –        | –        | –        |          |          |
| 2009-10     | Kitchener Rangers  | OHL         | 61  | 24            | 22            | 46            | 51            | 20            | 8  | 15       | 23       | 18       |          |          |
| 2010-11     | Kitchener Rangers  | OHL         | 53  | 36            | 30            | 66            | 61            | 7             | 6  | 4        | 10       | 2        |          |          |
| 2011–12     | Colorado Avalanche | NHL         | 82  | 22            | 30            | 52            | 51            | –             | –  | –        | –        | –        |          |          |
| 2012–13     | Djurgårdens IF     | HAll.       | 17  | 6             | 8             | 14            | 32            | –             | –  | –        | –        | –        |          |          |
| 2012–13     | Colorado Avalanche | NHL         | 36  | 9             | 8             | 17            | 22            | –             | –  | –        | –        | –        |          |          |
| 2013–14     | Colorado Avalanche | NHL         | 81  | 26            | 39            | 65            | 71            | 7             | 3  | 1        | 4        | 8        |          |          |
| 2014–14     | Colorado Avalanche | NHL         | 82  | 23            | 36            | 59            | 79            | –             | –  | –        | –        | –        |          |          |
| 2015–16     | Colorado Avalanche | NHL         | 75  | 20            | 33            | 53            | 69            | –             | –  | –        | –        | –        |          |          |
| 2016–17     | Colorado Avalanche | NHL         | 72  | 18            | 15            | 33            | 62            | –             | –  | –        | –        | –        |          |          |
| 2017–18     | Colorado Avalanche | NHL         | 78  | 25            | 37            | 62            | 37            | 6             | 4  | 3        | 7        | 8        |          |          |
| 2018–19     | Colorado Avalanche | NHL         | 73  | 34            | 41            | 75            | 51            | 12            | 3  | 5        | 8        | 10       |          |          |
| 2019–20     | Colorado Avalanche | NHL         | 54  | 21            | 23            | 44            | 47            | 14            | 2  | 11       | 13       | 12       |          |          |
| 2020–21     | Colorado Avalanche | NHL         | 54  | 20            | 32            | 52            | 34            | 10            | 4  | 9        | 13       | 9        |          |          |
| 2021–22     | Colorado Avalanche | NHL         | 51  | 30            | 29            | 59            | 78            | 20            | 11 | 11       | 22       | 6        |          |          |
| 2022–23     | Colorado Avalanche | NHL         | 0   | 0             | 0             | 0             | 0             | –             | –  | –        | –        | –        |          |          |
| 2023–24     | Colorado Avalanche | NHL         | 0   | 0             | 0             | 0             | 0             | -             | -  | -        | -        | -        |          |          |
| NHL celkově | NHL celkově        | NHL celkově | 738 | 248           | 323           | 571           | 601           | 69            | 27 | 40       | 67       | 53       |          |          |

## Reprezentace
| Rok                    | Tým                    | Soutěž                 | Z  | G | A  | B  | TM |
| ---------------------- | ---------------------- | ---------------------- | -- | - | -- | -- | -- |
| 2009                   | Švédsko 18'            | MS 18'                 | 6  | 4 | 0  | 4  | 24 |
| 2011                   | Švédsko 20'            | MSJ                    | 1  | 1 | 1  | 2  | 0  |
| 2012                   | Švédsko                | MS                     | 8  | 1 | 4  | 5  | 6  |
| 2013                   | Švédsko                | MS                     | 10 | 3 | 1  | 4  | 18 |
| 2014                   | Švédsko                | ZOH                    | 6  | 0 | 1  | 1  | 4  |
| 2016                   | Švédsko                | SP                     | 4  | 1 | 0  | 1  | 2  |
| 2017                   | Švédsko                | MS                     | 10 | 2 | 3  | 5  | 2  |
| 2019                   | Švédsko                | MS                     | 5  | 2 | 5  | 7  | 0  |
| Juniorská reprezentace | Juniorská reprezentace | Juniorská reprezentace | 7  | 5 | 1  | 6  | 24 |
| Seniorská reprezentace | Seniorská reprezentace | Seniorská reprezentace | 43 | 9 | 14 | 23 | 32 |